# Spinembolia
Genre
Spinembolia est un genre d'araignées aranéomorphes de la famille des Theridiidae.

## Distribution
Les espèces de ce genre se rencontrent en Asie et aux Seychelles.

## Liste des espèces
Selon World Spider Catalog (version 25.5, 22/12/2024) :
- Spinembolia chonetum (Zhu, 1998)
- Spinembolia clabnum (Roberts, 1978)
- Spinembolia enshiensis Hu & J. Liu, 2024
- Spinembolia gaofani Lin & Li, 2024
- Spinembolia jiangjing Lin & Li, 2024
- Spinembolia kraepelini (Simon, 1905)
- Spinembolia lingzhen Lin & Li, 2024

## Systématique et taxinomie
Ce genre a été décrit par Saaristo en 2006 dans les Theridiidae.

## Publication originale
- Saaristo, 2006 : « Theridiid or cobweb spiders of the granitic Seychelles islands (Araneae, Theridiidae). » Phelsuma, vol. 14, p. 49-89.